# Église hussite tchécoslovaque

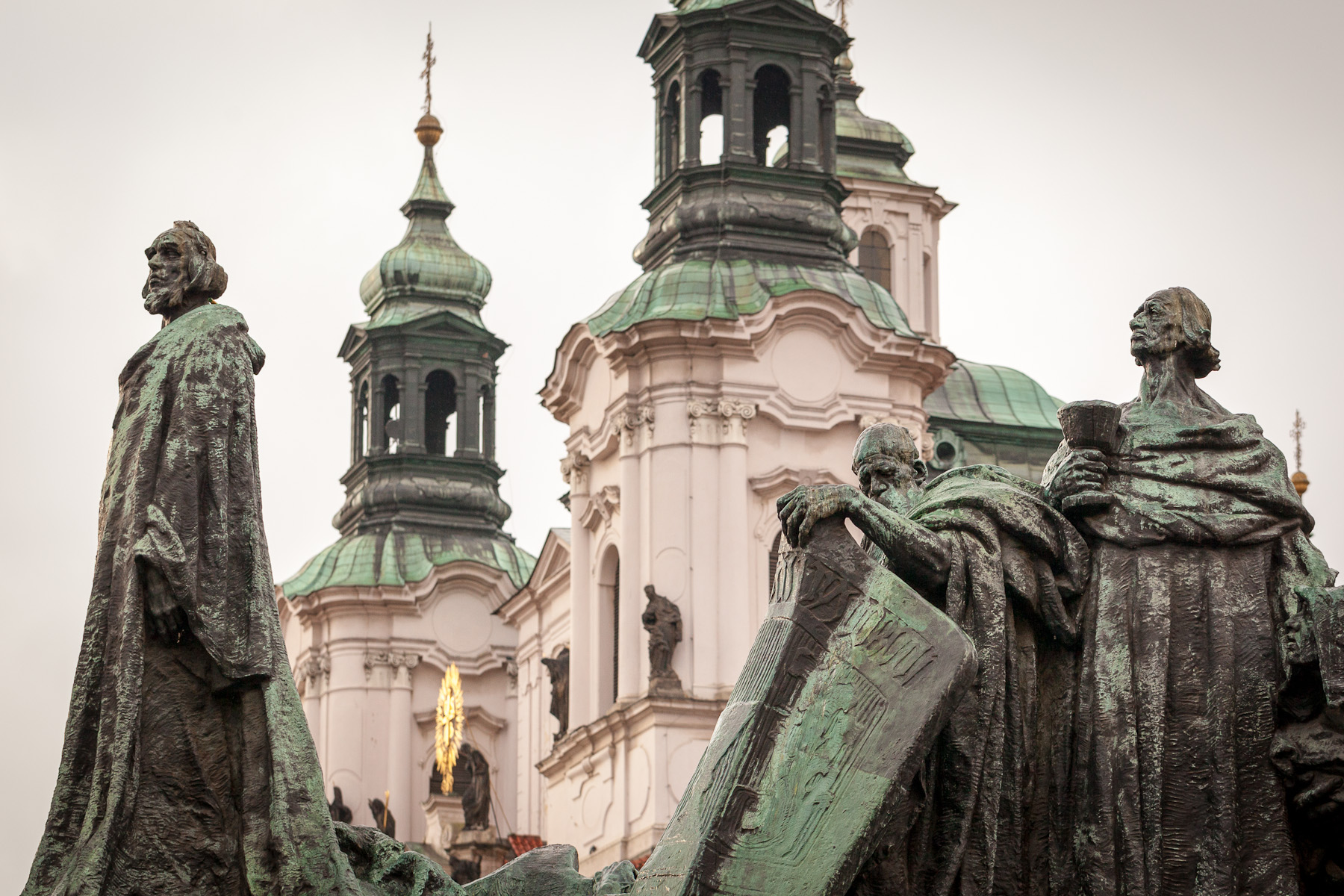
Monument de Jan Hus à Prague

L'Église hussite tchécoslovaque ((cs) : Církev československá husitská) est une Église chrétienne née en 1918. Elle représente aujourd'hui la troisième Église de la République tchèque. Elle se réclame de l'héritage de Jan Hus, mais sans qu'il y ait de lien de filiation directe entre elle et les mouvements directement issus de sa prédication. Elle est membre du Conseil œcuménique des églises et de la Conférence des Églises européennes.

## Historique

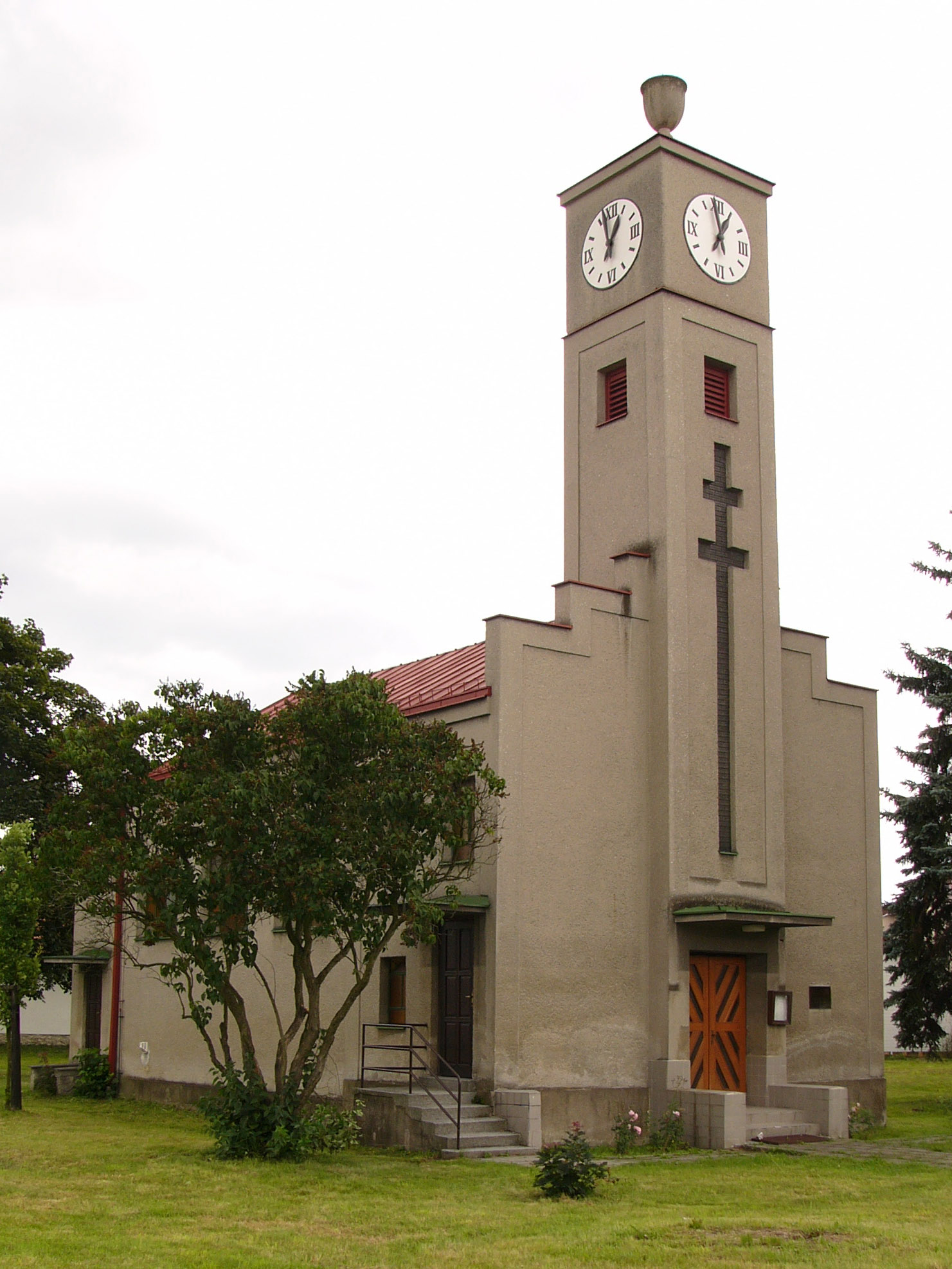
Église d'Olomouc avec, au sommet du clocher, le calice, symbole des hussites.

À la fin du XIXe siècle, une partie de l’Église catholique tchèque soutient le mouvement moderniste et souhaite une réforme de l’Église. L'indépendance de la Tchécoslovaquie, en 1918, marque une soif de changement au sein de cette frange de l'Église catholique, qui considère la hiérarchie traditionnelle trop liée au défunt Empire austro-hongrois. Une partie classée à gauche du clergé entreprend alors de fonder une Église nationale, détachée du Saint-Siège, et reprenant l'héritage hussite. Elle naît le 8 janvier 1920, fortement appuyée par le pouvoir en place, s'appelant d'abord Église tchécoslovaque, puis Église tchécoslovaque hussite à partir de 1971.
Utilisant dès 1920 la langue tchèque en remplacement du latin, elle abandonne le célibat en vigueur pour les prêtres catholiques ; après la Seconde Guerre mondiale elle collabore activement avec les autorités soviétiques et ordonne également des femmes. Dans le même temps, l'Église catholique est fortement réprimée par le pouvoir communiste, à la différence des mouvements hussites. 
Forte d'un demi-million de fidèles à ses débuts, puis d'un million à la Seconde Guerre mondiale, elle a vu le nombre de ses pratiquants s'effondrer à 90 000 avec la disparition de l'Union soviétique et le retour de la démocratie parlementaire dans l'actuelle République tchèque, tout en restant la troisième Église du pays après l'Église catholique et les différents variantes du protestantisme.